# Ада Сафари
Ада Сафари је природно језеро на полуострву Ада Циганлија, у близини доњег шпица, између реке Саве и Чукаричког рукавца, у Београду, на 5 km од строгог центра града. Језеро је у облику латиничног слова S, површине око 6 хектара и просечне дубине око 2 метра. Првенствено је намењено за спортски риболов, али је отворено и за остале посетиоце. Окружено је густом столетном шумом.

## Историја
Већина Београђана не зна да на Ади Циганлији, осим Савског, постоји још једно мање језеро. Наиме, пре настанка Савског језера, у делу аде на коме се данас налази Ада Сафари налазила се природна депресија, односно мочвара, која се пунила током великих водостаја Саве. Становници Чукарице су је тада звали Савска бара. Крајем 70-их и почетком 80-их година прошлог века, мочвара је потпуно исушена, а на њеном месту направљен је забавни парк, који се убрзо показао као нерентабилан, па је затворен. После тога, терен се поново преобратио у мочвару зараслу трском, шеваром и шипрагом.
Почетком 90-их година, приватном иницијативом, започело је ново чишћење Савске баре, да би се 1994. детаљно очистило и постало језеро Ада Сафари.

## Инфраструктура
Ада Сафари је окружена густом шумом. Око највећег дела језера постоји стаза за шетњу, која може да се користи током целе године. Ту се налази и мини зоо врт, са зечевима, козама, фазанима, паткама, лабудовима, пауновима, моркама, голубовима, због чега цео комплекс подсећа на својеврстан резерват природе. У непосредној близини смештено је дечје позориште–игралиште „Робинзоново острво”, које је посебно активно током летњих месеци.
У близини језера, на површини од 10 ари, отворен је терапијски врт за децу са посебним потребама, као и особе са инвалидитетом, за хортикултурну терапију. Опремљен је клупама, амфитеатром и баштом. Терапијски врт су осмислили студенти са Шумарског факултета. Сврха овог терапијског врта је побољшање психофизичког стања особа са сметњама, подстицање њихове интеграције и активирање у друштву, уз могућност провођења времена у природном окружењу.
На обали језера је 2004. године отворен ресторан, са специфичном спољашњом архитектуром, ентеријером, јелом, пићем и етно музиком.

## Фауна птица
Поред домаћих патака и гусака, језеро је стално или повремено станиште и за различите врсте дивљих птица, од којих је најважнија дивља патка глувара, а редовно се виђају и сива чапља, мали вранац и водомар. На дрвећу и у грмљу око језера свој дом налазе сива врана, зелена жуна, велики детлић, голуб гривнаш, велика сеница, плава сеница, бргљез, мали славуј, црноглава грмуша, сврака, креја, вуга, зеба и друге птице.
Током сеобе забележени су шумски звиждак, обични звиждак, сива мухарица, шарена мухарица. У пролеће се задржавају само неколико дана пре него што наставе пут на север, али у августу и септембру се окупљају у велика јата на дрвећу око воде.
Језеро Ада Сафари надлећу птице које прелећу са једног на други крај Аде Циганлије, као што су речни галеб, жутоноги галеб, мишар, ветрушка, соко ластавичар, сеоска ласта и друге. Понекад се може видети чак и орао белорепан, али на великој висини.

## Риболов
Језеро је порибљено капиталним и ретким примерцима рибе, строго контролисаног квалитета. Подељено је жичаном мрежом на два дела, чији један део површине од око 3,2 хектара има уређену обалу и 30 нумерисаних пецарошких места. Језеро је препуно рибе, има доста капиталних примерака. Вода је углавном богата шараном, има доста и цверглана, али се могу наћи и амур, лињак и бабушка. Пецање је могуће са дозволом на један или више дана уз обавезну резервацију. Риболов на овом језеру се одвија по строгим правилима да би се сачувао рибљи фонд. Свака риба се враћа у воду, док се примерци до 5 килограма могу откупити. Ово је прво језеро у Србији на коме је уведено риболовачко правило „ухвати и пусти“.
На Ади Сафари је 2007. године основан клуб риболоваца, који сваке године има све већи број чланова. Њихов циљ је омасовљавање шаранског риболова у Србији, пружања информација свим риболовцима, организовање разних тамкичења, а радили су и на порибљавању Савског језера.